# Teterow
Teterow es un municipio situado en el distrito de Rostock, en el estado federado de Mecklemburgo-Pomerania Occidental (Alemania), a una altura de 10 metros. Su población a finales de 2016 era de 8500 habs. y su densidad poblacional, 180 hab/km².
Johann Heinrich von Thünen (1783-1850), economista, nació en esta localidad.